# Hiram Blanchard
Pour les articles homonymes, voir Blanchard.
Hiram Blanchard (né le 17 janvier 1820, décédé le 17 décembre 1874) était un avocat et homme politique néo-écossais.

## Biographie
Il est d'abord élu à la Chambre d'Assemblée de la Nouvelle-Écosse en 1859 sous la bannière libérale. Il appuie ensuite le projet de confédération canadienne et devient procureur-général au sein du gouvernement de Charles Tupper en 1864 sous le Parti de la confédération de Charles Tupper. Lorsque Tupper choisit de se lancer en politique fédérale en 1867, Blanchard prend les commandes de ce qui allait devenir le Parti conservateur et succède brièvement à Tupper au poste de premier ministre, avant d'être défait dans la première élection de la Nouvelle-Écosse en tant que province par le Parti anti-confédération de William Annand. Blanchard continue à siéger à la législature en tant que chef de l'Opposition jusqu'à sa mort en 1874.